# Micromatch
Een micromatch (ook wel Georgiev-Lehman-barrage genoemd) is een systeem in de damwereld dat bedoeld is om met versneld tempo een beslissing te krijgen in een tweekamp die na de partijen met een regulier tempo en eventueel met rapidtempo en blitztempo nog niet beslist is. 
Het bestaat uit een onbeperkt aantal partijen met een bedenktijd die per speler bestaat uit een aantal minuten per partij en een aantal seconden per gespeelde zet. 
De speler die een partij wint is tevens winnaar van de micromatch. 
Als het speeltempo van de micromatch niet toereikend blijkt te zijn voor een overwinning, dan wordt de bedenktijd (zowel per partij als per zet) verder teruggeschroefd. 
Uitvinder van het systeem is Aleksandr Georgiejev, die betrokken was bij beide tweekampen om de wereldtitel waarin micromatches werden gespeeld namelijk in 2004 en in 2009. 
Georgiejev won de eerste tweekamp van Aleksej Tsjizjov en verloor de tweede van Aleksandr Schwarzman. 